# A Nemzetközösség zászlaja
A Nemzetközösség tagjai közé eredetileg az Egyesült Királyság országai és domíniumai tartoztak. A „Brit Nemzetközösség” terminust csak az I. világháború után kezdték használni. 1949-ben a szervezet neve Nemzetközösség lett. 
1965-ben hozták létre a londoni Nemzetközösségi Titkárságot (Commonwealth Secretariat). Jelenleg összesen 54 ország tartozik a Nemzetközösséghez. A zászlón C betű (a „Commonwealth” kezdőbetűje) öleli körül a középre helyezett földgömböt, a szervezet globális jellegét hangsúlyozva. A C betűt alkotó vonalak száma nem egyezik meg a tagországok számával.